# Mérode-i Antónia monacói hercegné
Mérode-i Antónia (Brüsszel, 1828. szeptember 28. – Párizs, 1864. február 10.) monacói hercegné, III. Károly monacói herceg felesége.

## Élete
Werner de Mérode gróf és Spangen d'Uyternesse-i Viktória leánya.
1846. szeptember 28-án egy dupla esküvő keretében (nővére, a 27 esztendős Lujza Karolina az 59 éves Pozzo Károly Emánuel cisternai herceg felesége lett) nőül ment a 27 éves Grimaldi Károly monacói trónörökös herceghez, akinek 17 évig volt a felesége. Házasságuk alatt egy fiuk, Albert született 1848. november 13-án. Antónia mellé szülei hatalmas hozományt is adtak, mely révén Károly herceg finanszírozni tudta Monaco épületeinek renoválását annak érdekében, hogy minél több turista látogasson el oda. Antónia megszerezte magának a Château de Marchais-t is, mely még ma is a Grimaldi-család tulajdonában van. Férje 1856-ban lépett a hercegség trónjára, az asszony pedig hét és fél éven át volt hercegné. Híres rokona, az unokahúga volt a későbbi spanyol királyné, Pozzo Mária Viktória Sarolta Henrietta (Maria del Pozzo della Cisterna), I. Amadé spanyol király felesége.
1864. február 10-én 35 éves korában halt meg Párizsban. Végső nyughelye a monacói Szent Miklós-katedrálisban van.